# John Casper
John Howard Casper (Greenville, 9 luglio 1943) è un ex astronauta statunitense.
Casper è nato nella Carolina del Sud, è stato un boy-scout. È sposato con Beth Taylor ed ha quattro figli. Nel 1966 ha conseguito un bachelor of science in ingegneria presso l'Accademia della USAF e nel 1967 ha preso il master in astronautica alla Purdue University.
Prima di diventare astronauta Casper è stato un pilota della USAF nella guerra del Vietnam. Ha volato per oltre 7.000 ore in 51 diversi tipi di aeroplano.
È diventato astronauta nel 1985 ed ha trascorso più di 825 ore nello spazio in quattro missioni. Nel 1990 ha volato per la prima volta a bordo dello Shuttle con la missione STS-36, era una missione del Dipartimento della Difesa degli Stati Uniti. Nel 1993 ha volato con la STS-54, nel 1994 con la STS-62 e nel 1996 nella STS-77.